# Dammexplosion

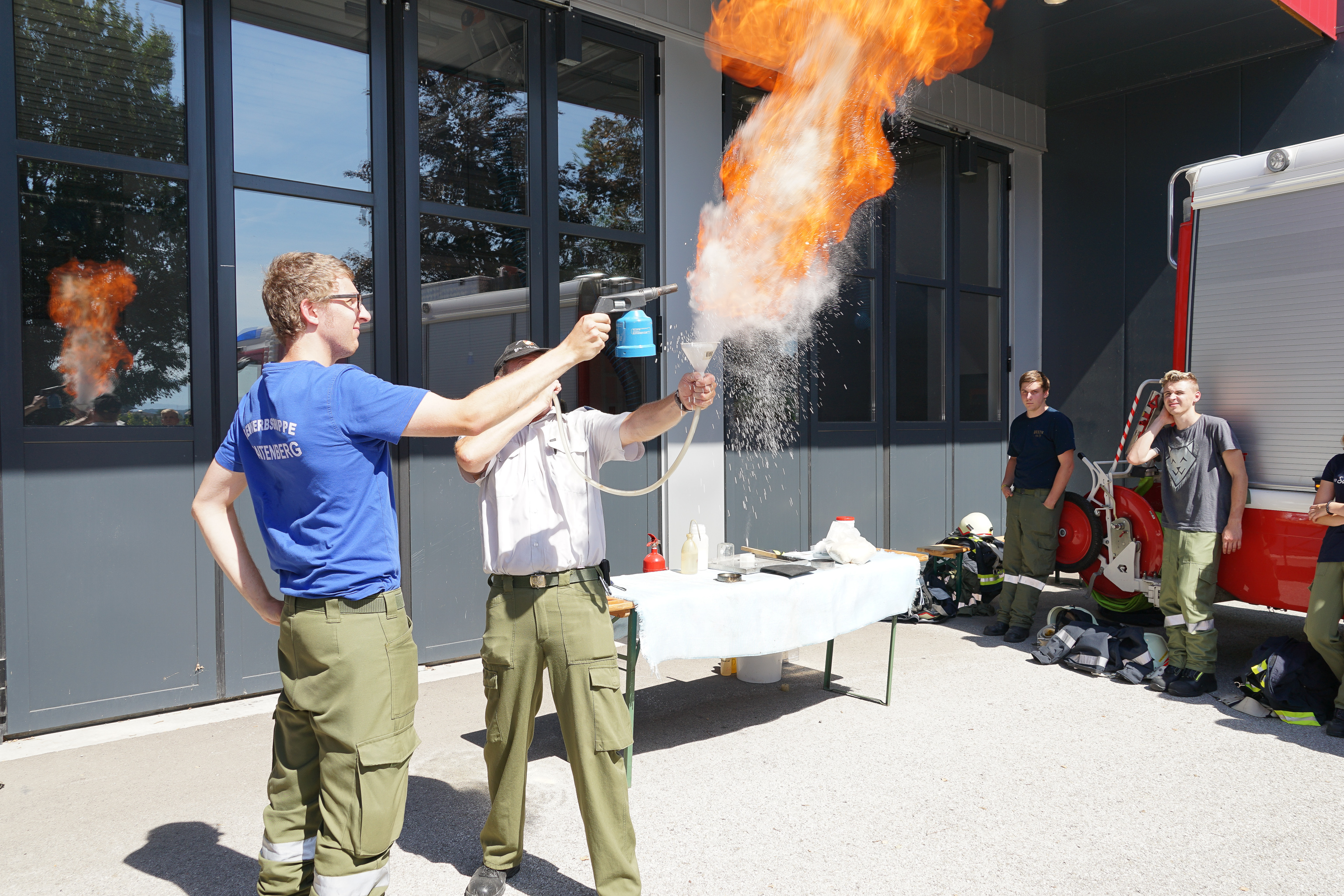
Dammexplosion orsakad av gasbrännare och brännbart pulver.

En dammexplosion är en snabb förbränning av små fasta partiklar i luften. Dammexplosioner kan inträffa med vilket brännbart ämne som helst om koncentrationen av damm är tillräckligt hög och om det finns en antändningskälla. Dammexplosioner har till exempel inträffat med mjöl, socker, koldamm och trädamm.
| Ämne       | gram per kubikmeter luft |
| ---------- | ------------------------ |
| Trämjöl    | 12                       |
| Koldamm    | 17                       |
| Torv       | 17,5                     |
| Socker     | 17                       |
| Polystyren | 21                       |